# 森永製菓
森永製菓株式會社（日语：森永製菓株式会社）是日本主要的糖果零食製造業者之一。

## 历史
創立於1899年，商標為天使，總公司位在於東京都。與森永乳業為同一集團，關係密切。在日本國內常與發展歷史相近的明治製菓做比較。
2017年，日經報導森永製菓計畫2018年4月和森永乳業合併，若成功將成為僅次於明治控股的日本綜合性糕點和乳品企業，但兩公司皆否認此報導。

## 主要產品

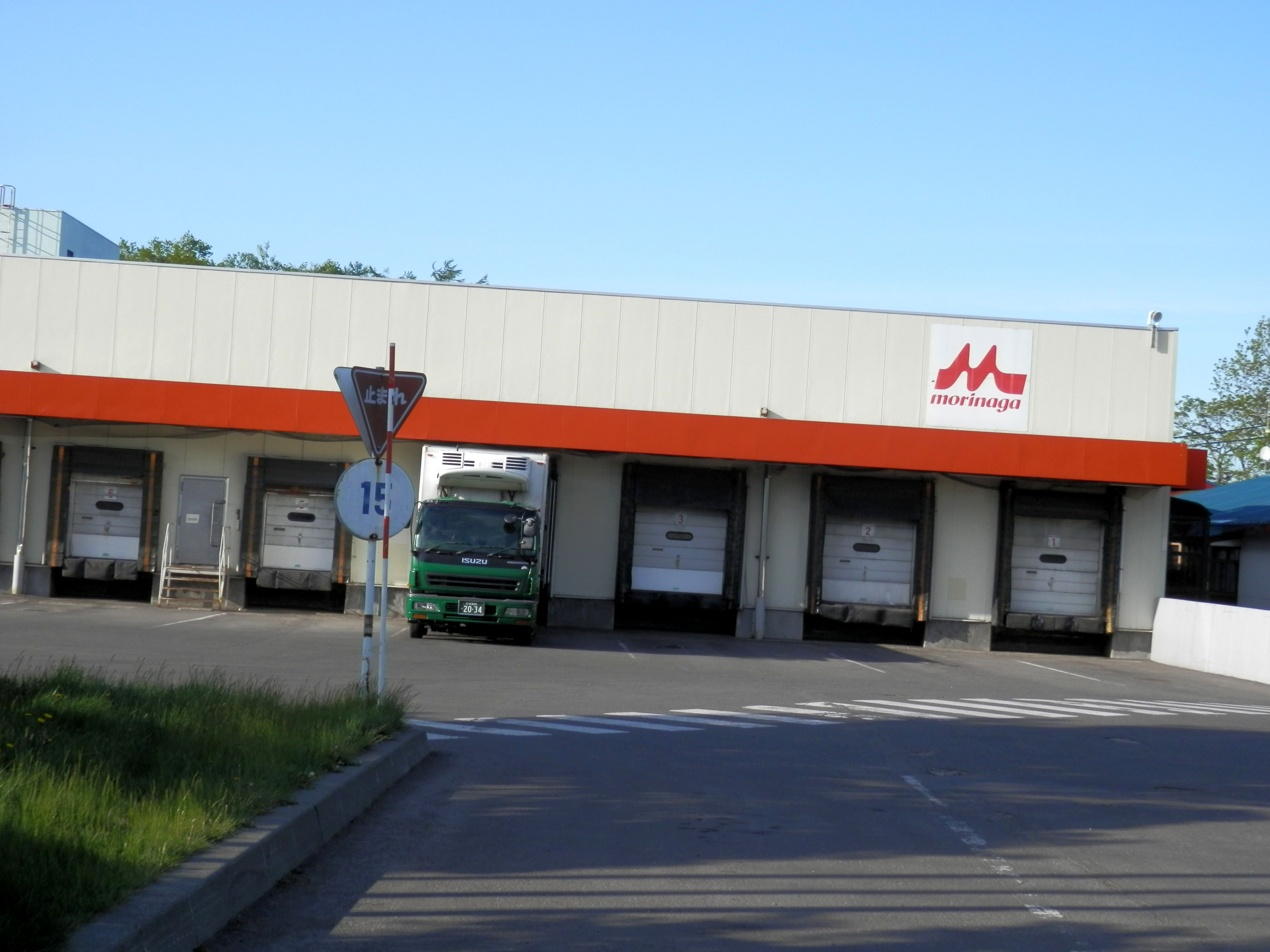
北海道工廠

各種產品皆有各自的生產線，以及分為季節性或固定的多种口味。

### 巧克力
- 森永牛奶巧克力
- 大嘴鳥巧克球
- DARS
- 小枝

### 糖果
- 森永牛奶糖
- 嗨啾軟糖
- Mixed Drops水果糖

### 餅乾
- Angel Pie
- 餅乾系列：Moonlight、Choice、Marie及其他季節性原創餅乾

### 食品與飲料
- 森永鬆餅粉
- 森永可可亞粉
- 威德in果凍

## 脚注
1. ↑  . 日經中文網.   [2020-09-25]. （原始内容存档于2017-02-24）.
2. ↑  . 森永乳業株式会社.

## 外部連結
- 森永製菓株式会社 （页面存档备份，存于） - 公式サイト
- 森永製菓台灣官網 （页面存档备份，存于）
- 森永リトルエンゼル育成プログラム （页面存档备份，存于）
- 森永製菓的X（前Twitter）
  - 森永製菓アイス公式（ティック＆Ｙ）的X（前Twitter）
  - 森永チョコレート的X（前Twitter）
  - 森永製菓 天使の健康【公式】的X（前Twitter）
- 森永製菓株式会社的Facebook專頁
- YouTube上的森永製菓頻道